# Vlaardingen

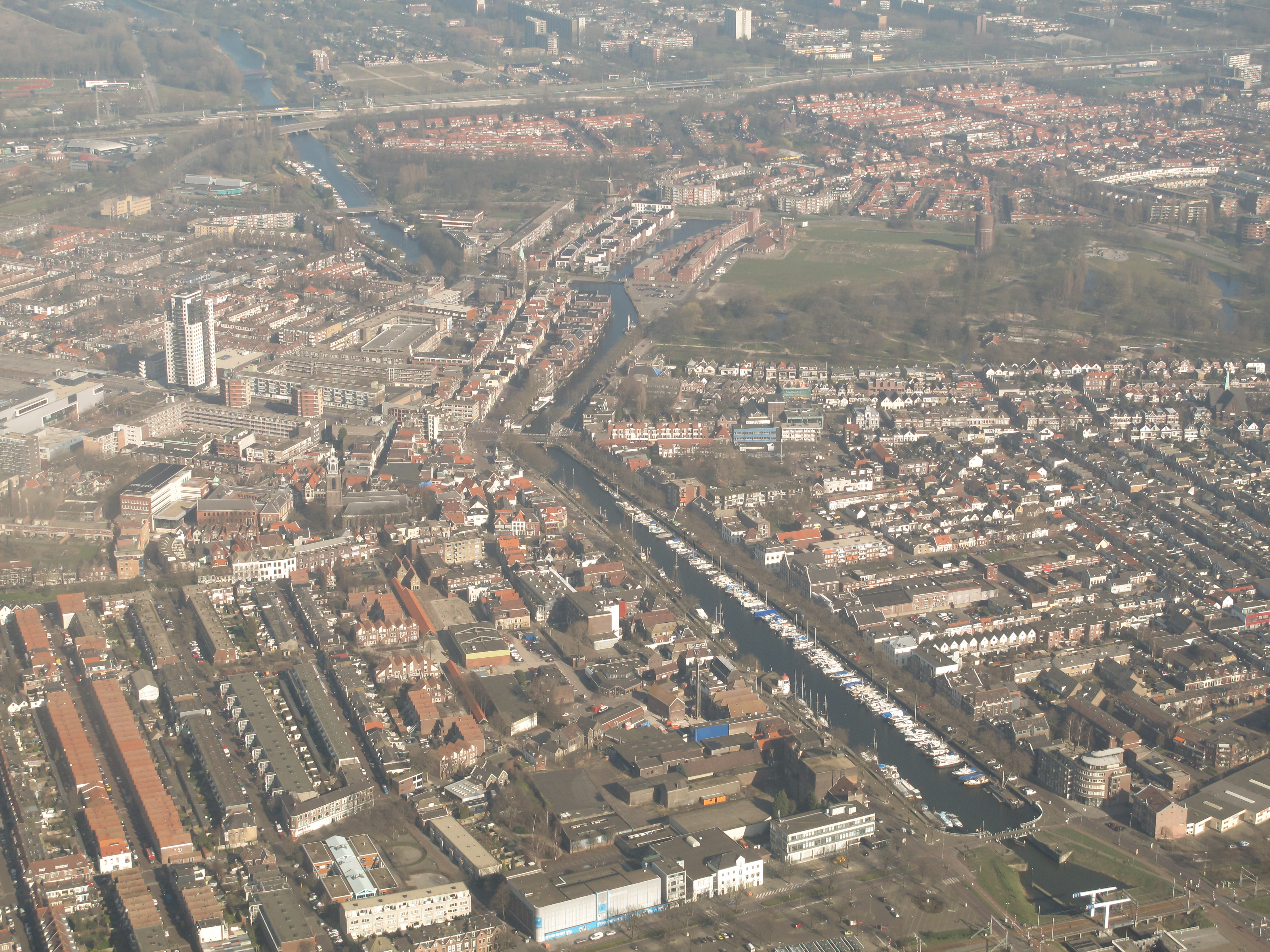
Vlaardingen, Stadtzentrum

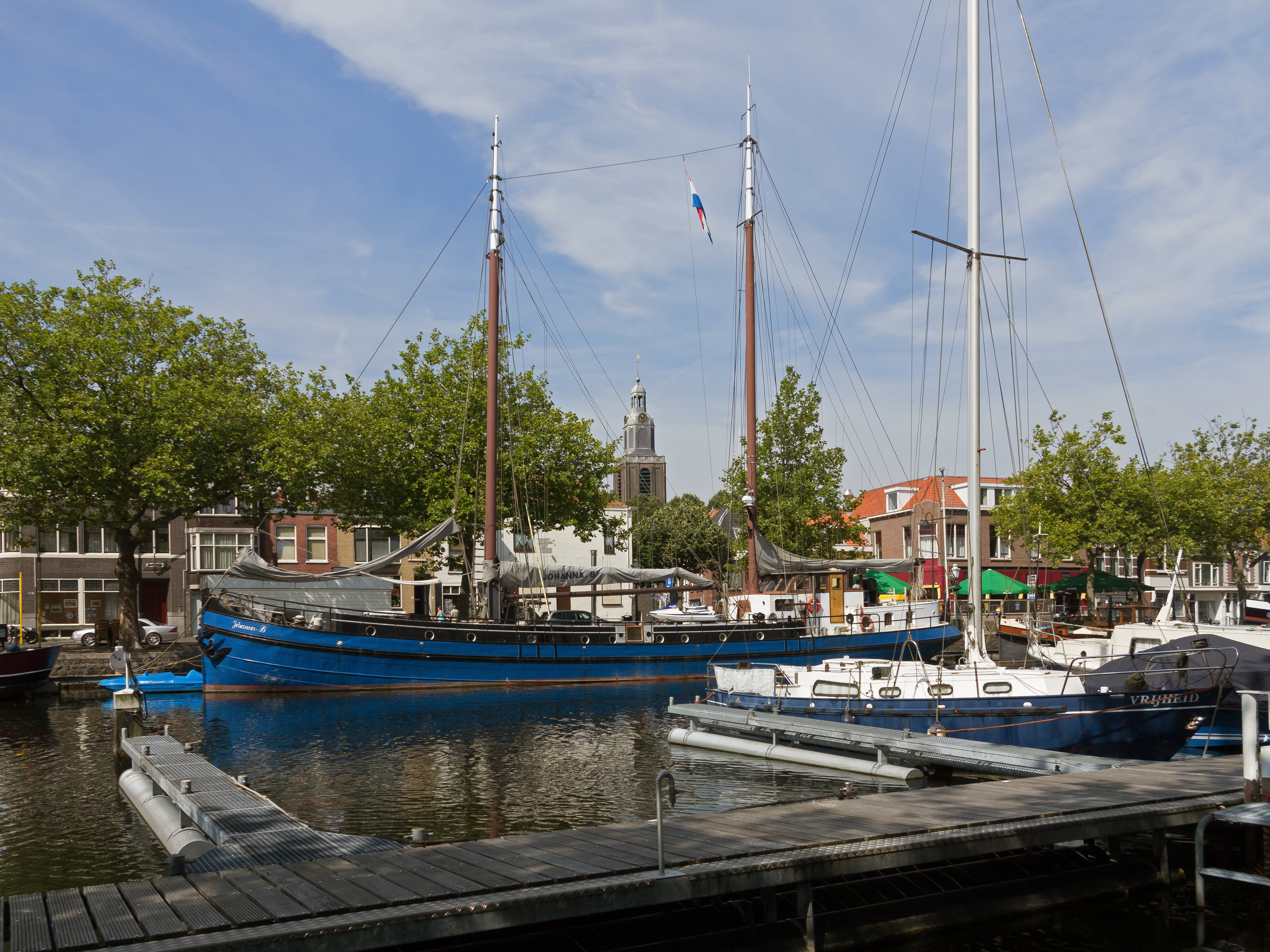
Hafenblick mit Kirchturm

Vlaardingen (anhörenⓘ) ist eine Stadt und eine Gemeinde in den Niederlanden, Provinz Südholland. Ihre Gesamtfläche beträgt etwa 26,7 km². Am 1. Januar 2025 hatte Vlaardingen 77.234 Einwohner.

## Lage und Wirtschaft
Vlaardingen liegt am Nordufer des Kanals Nieuwe Waterweg zwischen Rotterdam und der Nordsee. Die Gemeinde grenzt im Nordwesten an Westland, im Westen an Maassluis und im Osten an Schiedam. Sie liegt an der U-Bahn-Linie zwischen Hoek van Holland – Rotterdam und an den Autobahnen von Rotterdam zum Hafengebiet Europoort und nach Maassluis.
Vlaardingen hat wegen der Nähe zum Rotterdamer Hafen viel Industrie, vor allem Metall verarbeitende Betriebe und Chemiewerke. Auch Transport- und sonstige Logistikbetriebe haben in der Gemeinde ihren Sitz. Auch hat Vlaardingen einige Forschungslabors. Die Stadt hat viele Schulen.

## Geschichte
Zwischen 3500 und 2500 v. Chr. lebten hier Menschen der Jungsteinzeit. Um 800 n. Chr. soll der heilige Willibrord hier eine kurz zuvor angesiedelte Gruppe Friesen zum Christentum bekehrt haben.
Der Graf von Holland, Dietrich III., ließ hier 1018 im Jahr der Schlacht von Vlaardingen eine Befestigung bauen, von der aus Zoll erhoben wurde. Das Hinterland, das Schieland, war um 1250 ganz eingedeicht.
Vlaardingen erhielt 1273 das Stadtrecht und war seitdem, bis etwa 1950, ein sehr wichtiger Hafen der Hochseefischereiflotte. Wie Schiedam profitierte Vlaardingen nach 1950 von dem Aufschwung des Rotterdamer Hafens, während sich die Nordseefischer woanders ansiedelten oder den Betrieb einstellten.

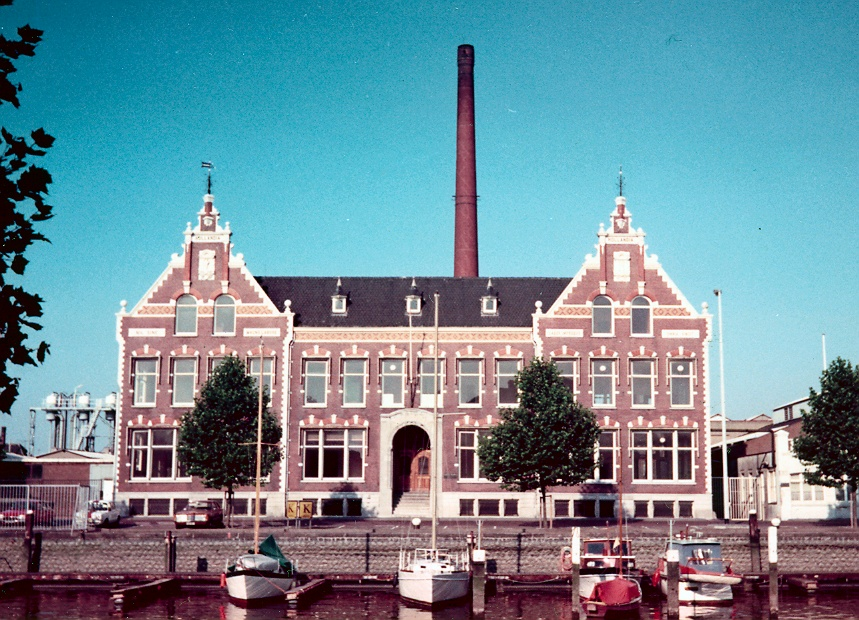
Hollandia-Gebäude in Vlaardingen

## Sehenswürdigkeiten
In der Innenstadt stehen mehrere Baudenkmäler aus dem 16., 17. und 18. Jahrhundert, darunter die Große Kirche mit einer Waage, und das Rathaus.
Es gibt in Vlaardingen mehrere kleine Museen, unter anderem das Museum Vlaardingen (ehemals Fischereimuseum) in einem stattlichen Herrenhaus aus dem 18. Jahrhundert im Alten Hafen (Oude Haven) mit einer Replik des hölzernen Hafenkrans von 1858 mit Doppelhaspelantrieb. Davor liegt als Museumsschiff der 1912 gebaute Heringslogger VL 92 Balder.

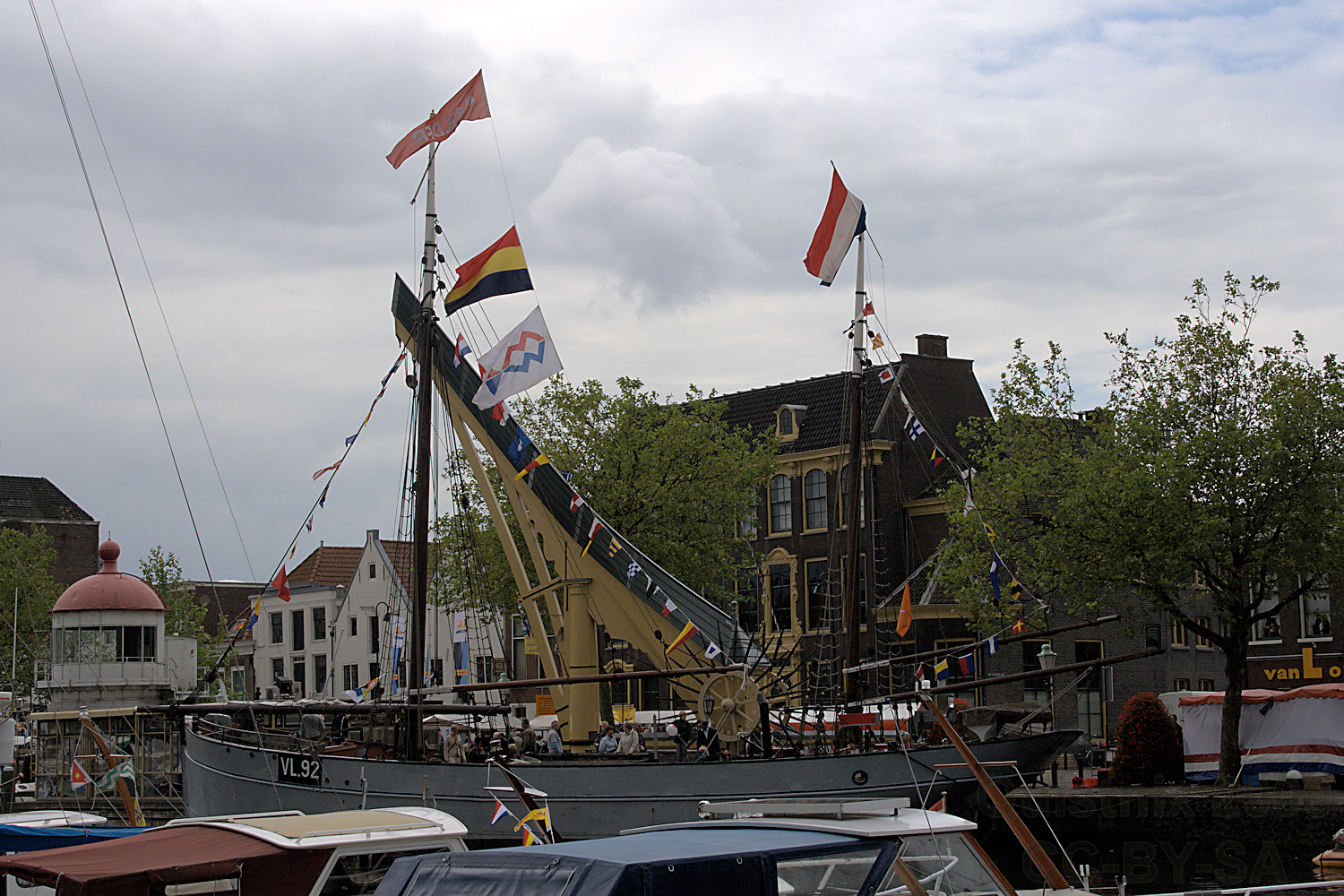
Museum Vlaardingen mit Logger VL 92 Balder und Krannachbau

## Politik

### Sitzverteilung im Gemeinderat
In Vlaardingen formiert sich der Gemeinderat wie folgt:
| Partei                      | Sitze a | Sitze a | Sitze a | Sitze a | Sitze a | Sitze a | Sitze a | Sitze a | Sitze a | Sitze a | Sitze a |
| Partei                      | 1982    | 1986    | 1990    | 1994    | 1998    | 2002    | 2006    | 2010    | 2014    | 2018    | 2022    |
| --------------------------- | ------- | ------- | ------- | ------- | ------- | ------- | ------- | ------- | ------- | ------- | ------- |
| VVD                         | 10      | 6       | 4       | 6       | 7       | 5       | 4       | 4       | 2       | 3       | 4       |
| GroenLinks                  | –       | –       | 1       | 2       | 3       | 3       | 3       | 4       | 2       | 3       | 4       |
| ONS.Vlaardingen             | –       | –       | –       | –       | –       | –       | –       | –       | 3       | 6       | 4       |
| SP                          | 2       | 5       | 5       | 7       | 5       | 3       | 4       | 3       | 5       | 4       | 4       |
| VV2000                      | –       | –       | –       | –       | 1       | 5       | 3       | 6       | 5       | 3       | 4       |
| Leefbaar Vlaardingen        | –       | –       | –       | –       | –       | 5       | 3       | 6       | 5       | 3       | 4       |
| CDA                         | 7       | 8       | 8       | 5       | 5       | 6       | 5       | 3       | 3       | 3       | 3       |
| D66                         | 2       | 2       | 5       | 4       | 2       | 1       | 0       | 2       | 3       | 3       | 2       |
| ChristenUnie                | –       | –       | –       | –       | –       | 3       | 2       | 2       | 3       | 2       | 2       |
| SGP                         | 2       | 2       | 4       | 3       | 3       | 3       | 2       | 2       | 3       | 2       | 2       |
| RPF                         | 2       | 2       | 4       | 3       | 3       | –       | –       | –       | –       | –       | –       |
| GPV                         | 2       | 2       | 4       | 3       | 3       | –       | –       | –       | –       | –       | –       |
| PvdA                        | 11      | 11      | 8       | 7       | 7       | 7       | 12      | 6       | 4       | 2       | 2       |
| Algemeen Ouderen Verbond    | –       | –       | –       | –       | 1       | 1       | 1       | 1       | 3       | 2       | 2       |
| Unie 55+                    | –       | –       | –       | –       | 1       | –       | –       | –       | –       | –       | –       |
| DENK                        | –       | –       | –       | –       | –       | –       | –       | –       | –       | –       | 1       |
| Heel de Stad                | –       | –       | –       | –       | –       | –       | –       | –       | –       | –       | 1       |
| Beter voor Vlaardingen      | –       | –       | –       | –       | –       | –       | –       | –       | –       | 3       | 1       |
| StadsBelangen Vlaardingen b | –       | –       | –       | 1       | 1       | 1       | 1       | 2       | 2       | 1       | 1       |
| TROTS                       | –       | –       | –       | –       | –       | –       | –       | 2       | 0       | –       | –       |
| CPN                         | 1       | 1       | –       | –       | –       | –       | –       | –       | –       | –       | –       |
| PSP                         | 1       | 1       | –       | –       | –       | –       | –       | –       | –       | –       | –       |
| PPR                         | 0       | 1       | –       | –       | –       | –       | –       | –       | –       | –       | –       |
| EVP                         | 0       | –       | –       | –       | –       | –       | –       | –       | –       | –       | –       |
| Gesamt                      | 35      | 35      | 35      | 35      | 35      | 35      | 35      | 35      | 35      | 35      | 35      |

Anmerkungen

### Bürgermeister
Seit dem 9. September 2021 ist Bert Wijbenga (VVD) amtierender Bürgermeister der Gemeinde. Zu seinem Kollegium zählen die Beigeordneten Frans Hoogendijk (ONS Vlaardingen), Arnout Hoekstra (SP), Bart Bikkers (VVD), Bart de Leede (GroenLinks), Jacky Silos-Knaap (CDA) sowie die Gemeindesekretärin Anneke Knol-van Leeuwen.

### Partnerstädte
- Moravská Třebová, Tschechien

## Söhne und Töchter der Stadt
- Johannes Weiland (1856–1909), Maler und Zeichner
- Jacobus Adrianus Cornelis van Leeuwen (1870–1930), reformierter Theologe
- Arie van der Pluym (1906–1934), Motorradrennfahrer
- Philippus Vethaak (1914–1991), Radrennfahrer
- Catharina Halkes (1920–2011), Theologin
- Jan Bouman (* 1938), Fußballspieler
- Rudie Liebrechts (* 1941), Eisschnellläufer
- Geert Mak (* 1946), Journalist und Historiker
- Wim Koevermans (* 1960), Fußballspieler
- Teun van Vliet (* 1962), Radrennfahrer und Radsportfunktionär
- Wouter Bos (* 1963), Politiker
- Gaby van Emmerich (* 1963), Kinderbuchillustratorin, -autorin und Malerin
- Pieter Haas (* 1963), Manager
- Frans van der Hoeven (* 1963), Jazzmusiker
- Connie Meijer (1963–1988), Radrennfahrerin
- Kees van der Staaij (* 1968), Politiker
- Karen Mulder (* 1970), Topmodel
- Caroline Vis (* 1970), Tennisspielerin
- Wilma van Hofwegen (* 1971), Schwimmerin
- Mark Huizinga (* 1973), Judoka
- Serge Zwikker (* 1973), Basketballspieler
- Daniëlle de Bruijn (* 1978), Wasserballspielerin
- Khalid Boulahrouz (* 1981), Fußballspieler
- Chantal Achterberg (* 1985), Ruderin
- Noortje Herlaar (* 1985), Schauspielerin und Sängerin
- Junior Strous (* 1986), Rennfahrer
- Lisanne de Witte (* 1992), Sprinterin
- Dionne Visser (* 1996), Handballspielerin
- Maaike de Waard (* 1996), Schwimmerin
- Ian Maatsen (* 2002), Fußballspieler
- Isaya Klein Ikkink (* 2003), Sprinter

## Galerie

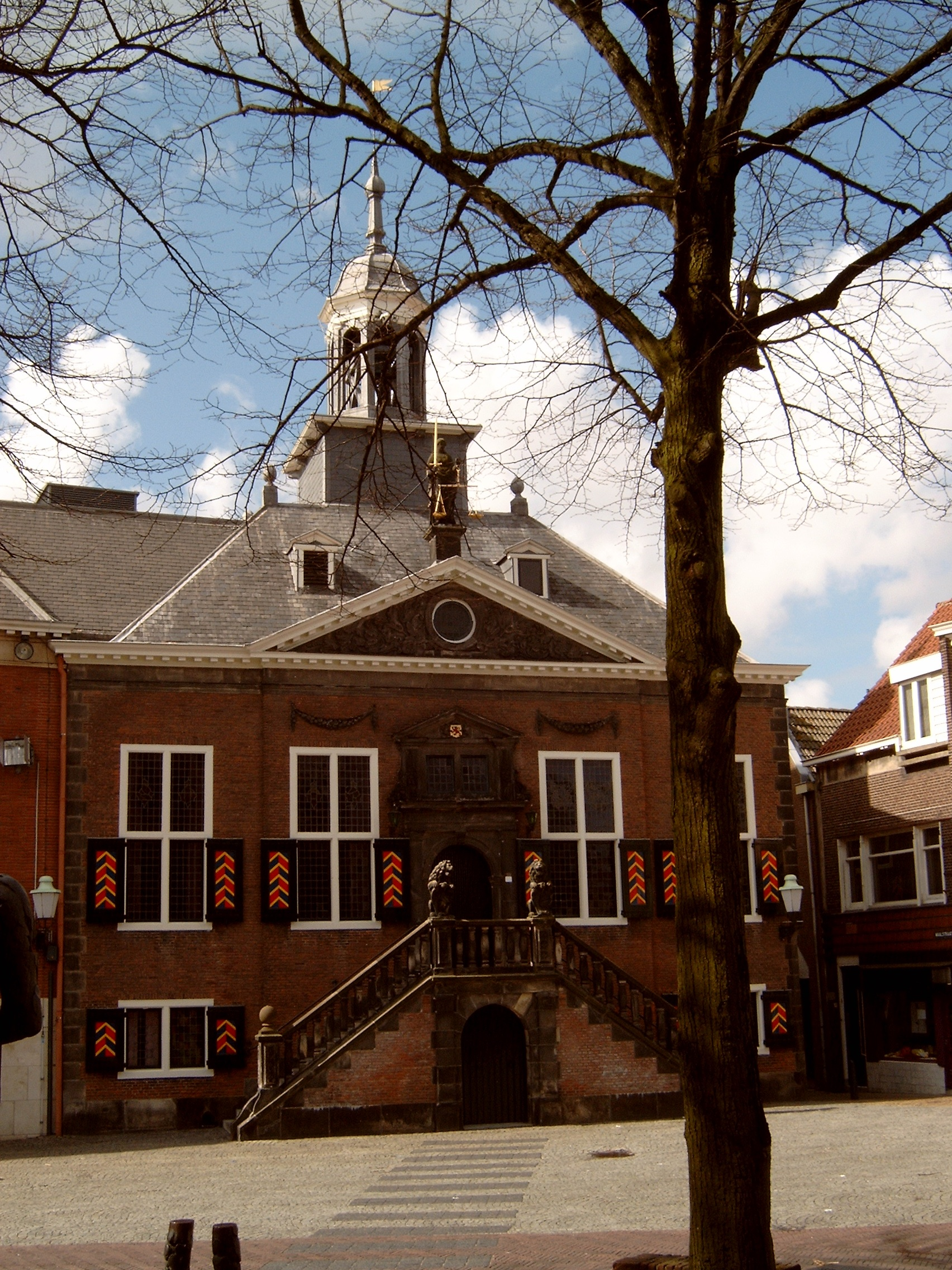
Vlaardingen, historisches Rathaus
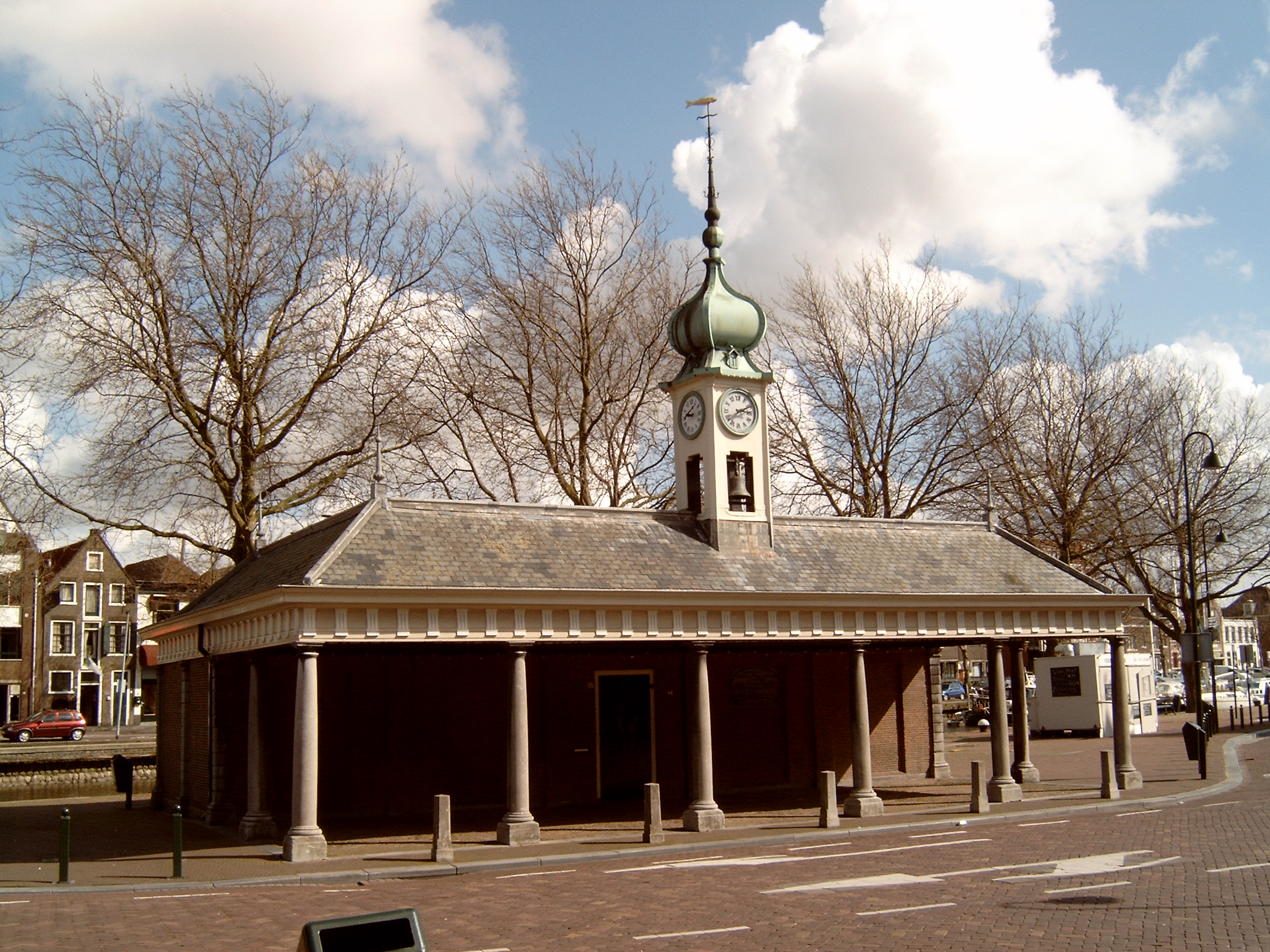
Vlaardingen, die Fischbank (de Visbank)
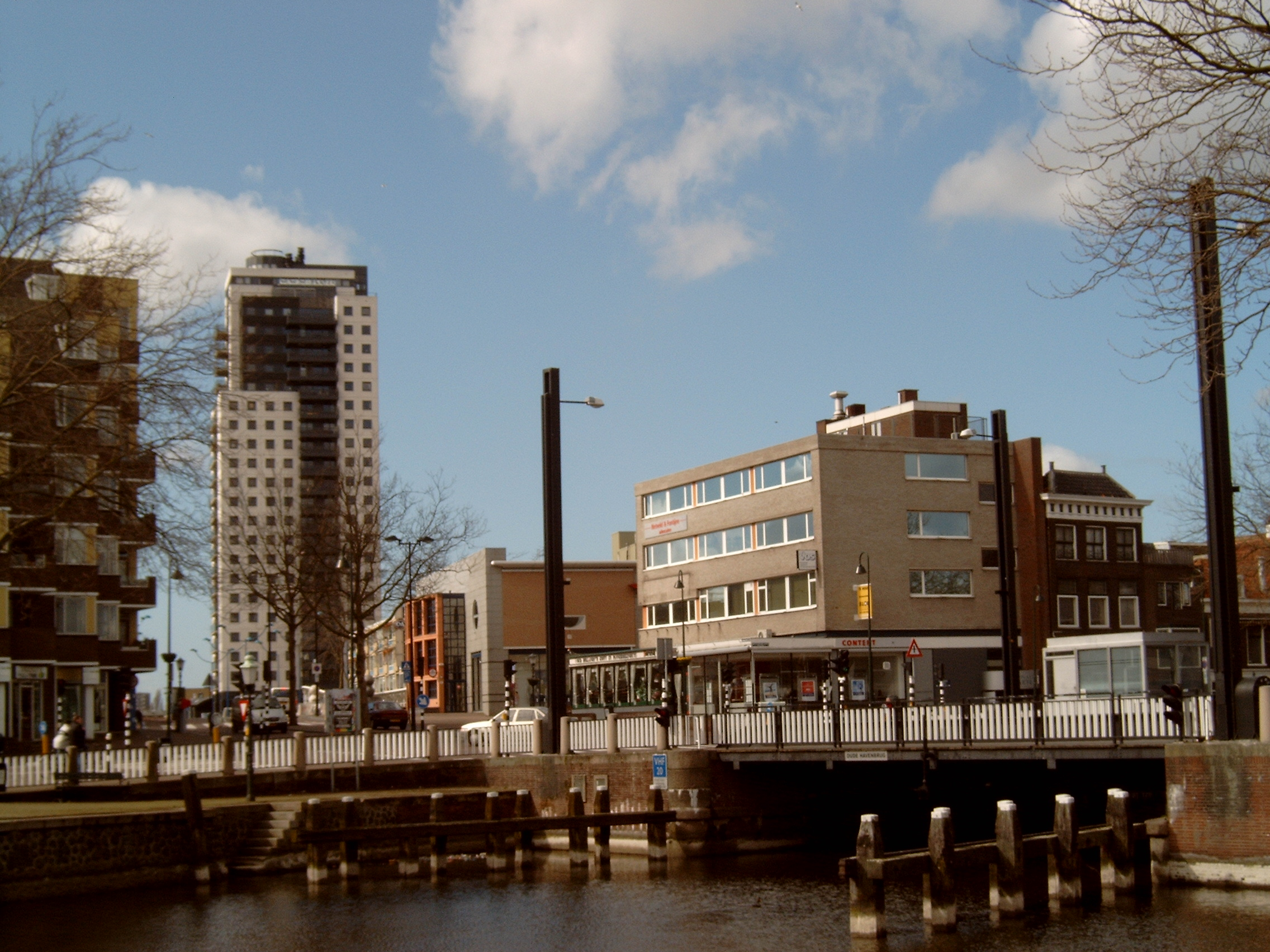
Vlaardingen, die alte Hafenbrücke (de Oude Havenbrug)
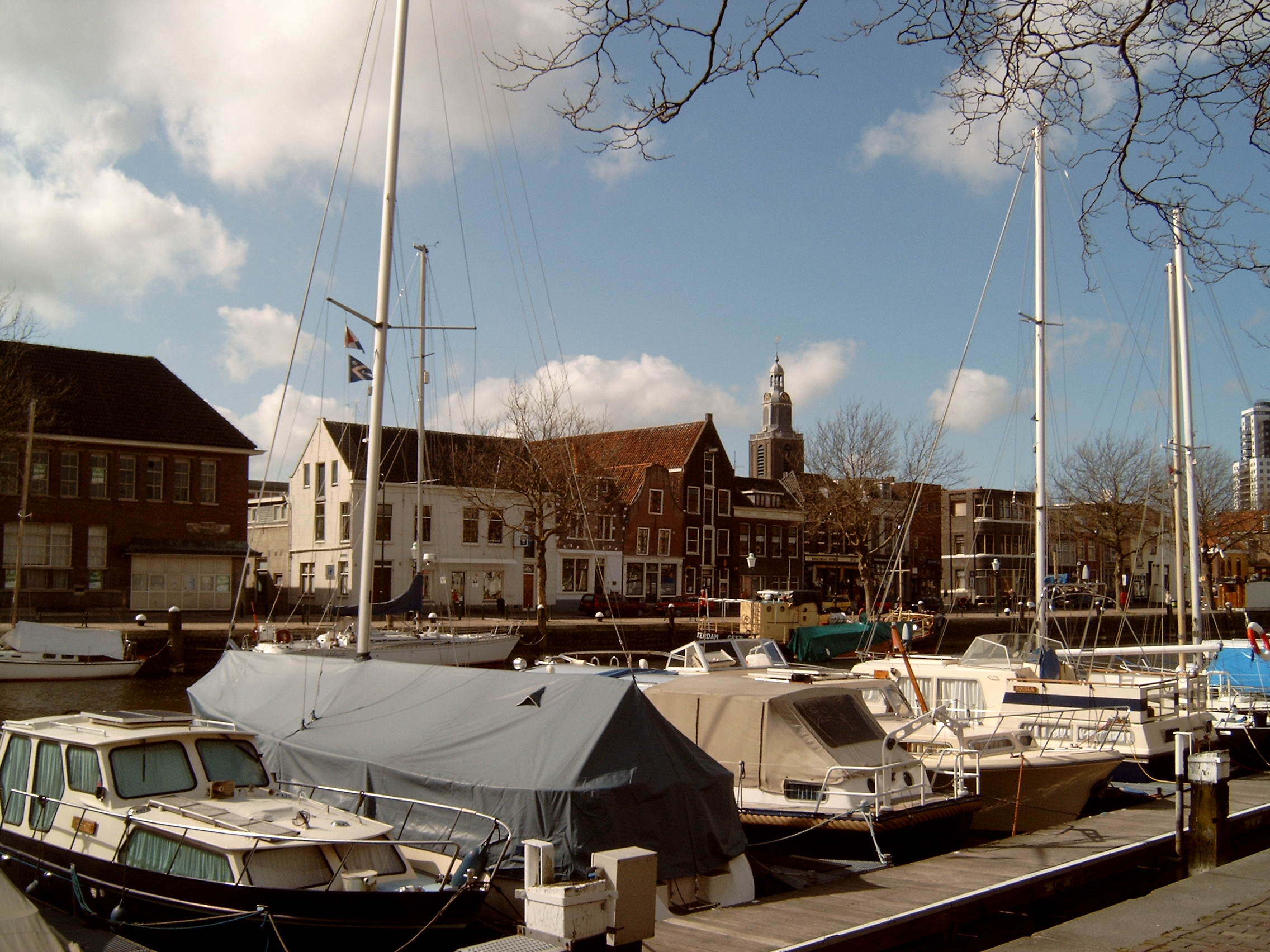
Vlaardingen, der Hafen
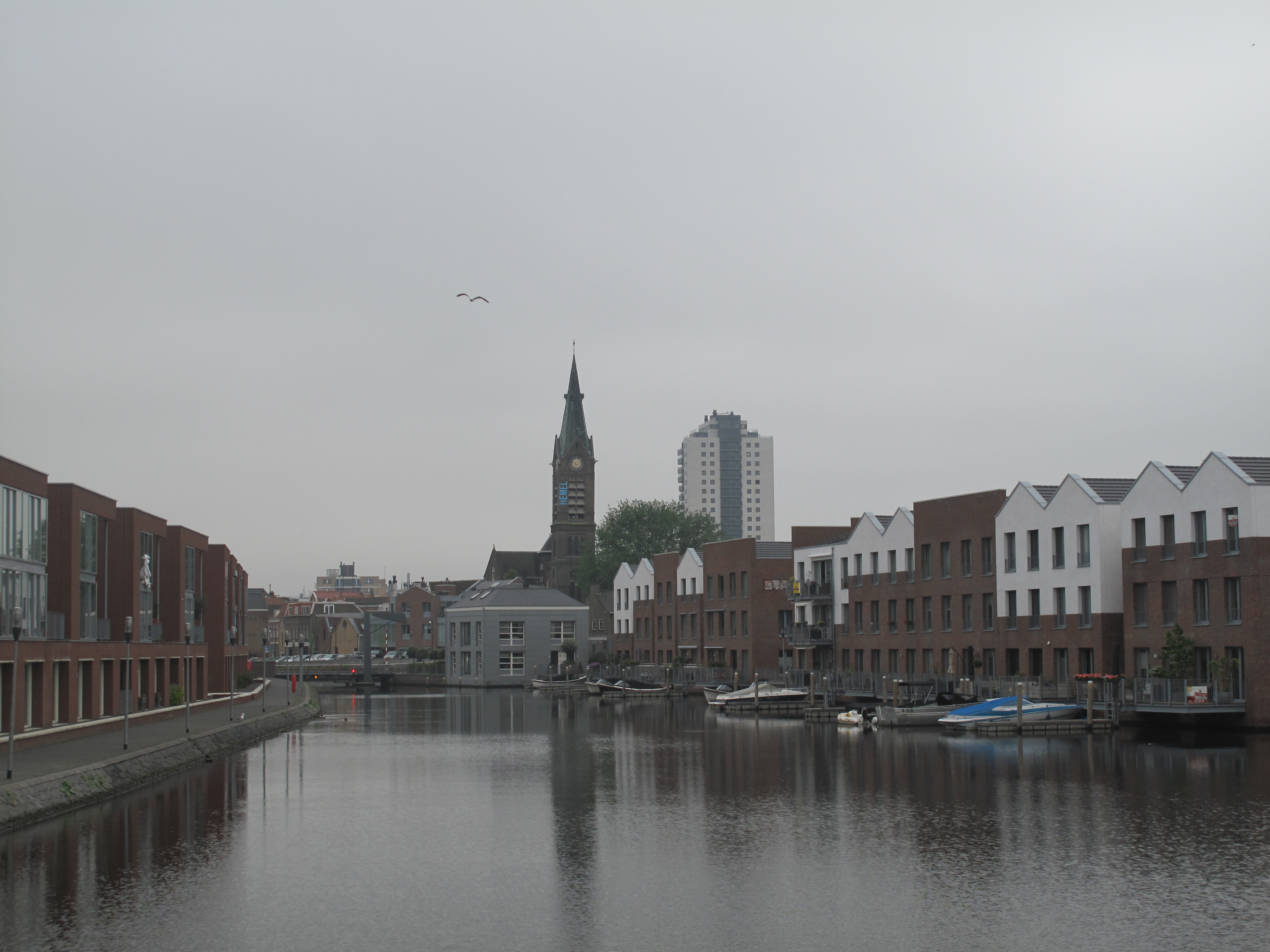
Vlaardingen, die Stadt: Turm Lucaskerk am Kortedijk und Wohnhochbau beim Liesveldviadukt
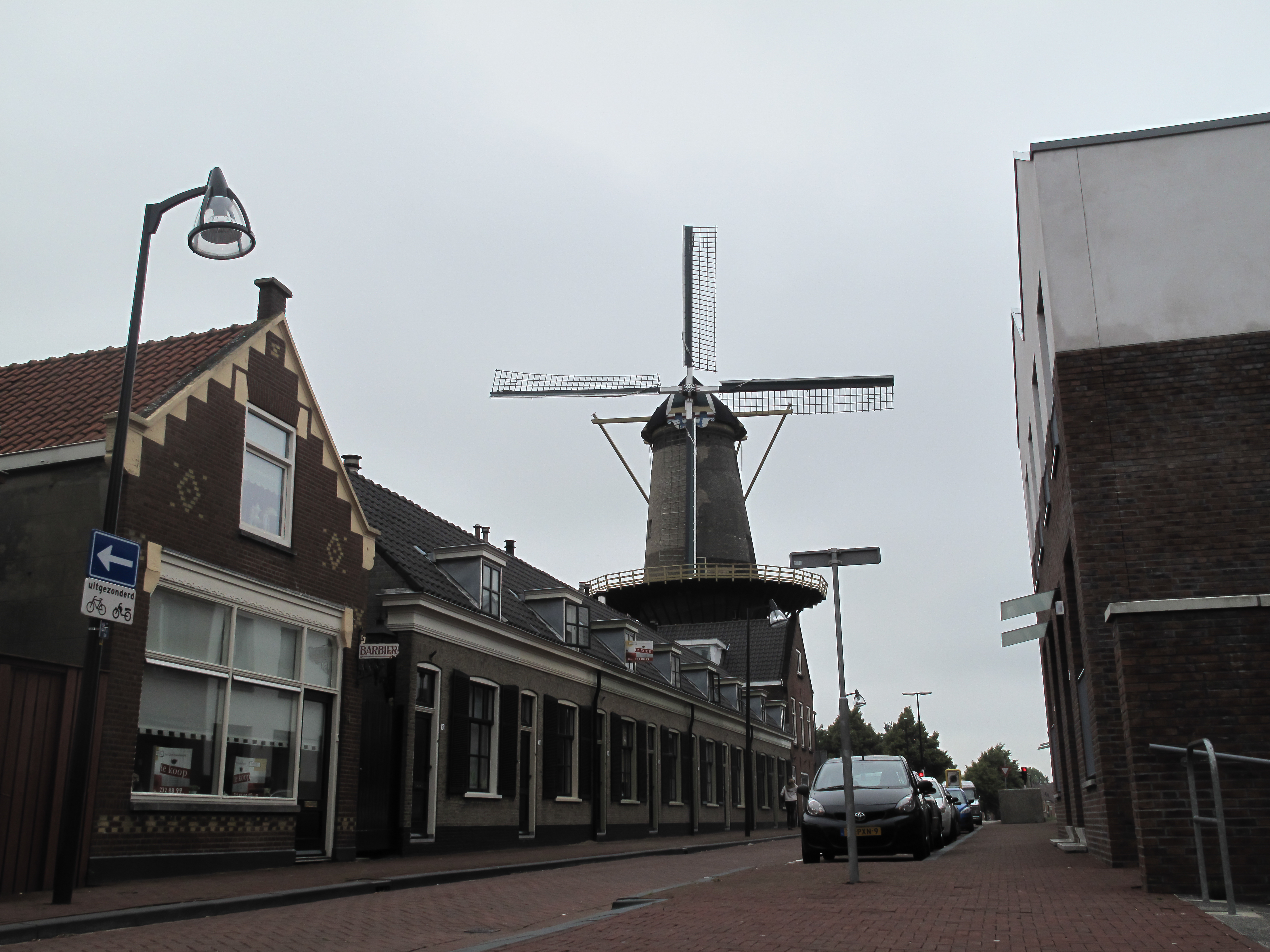
Vlaardingen, Windmühle Aeolus am Kortedijk
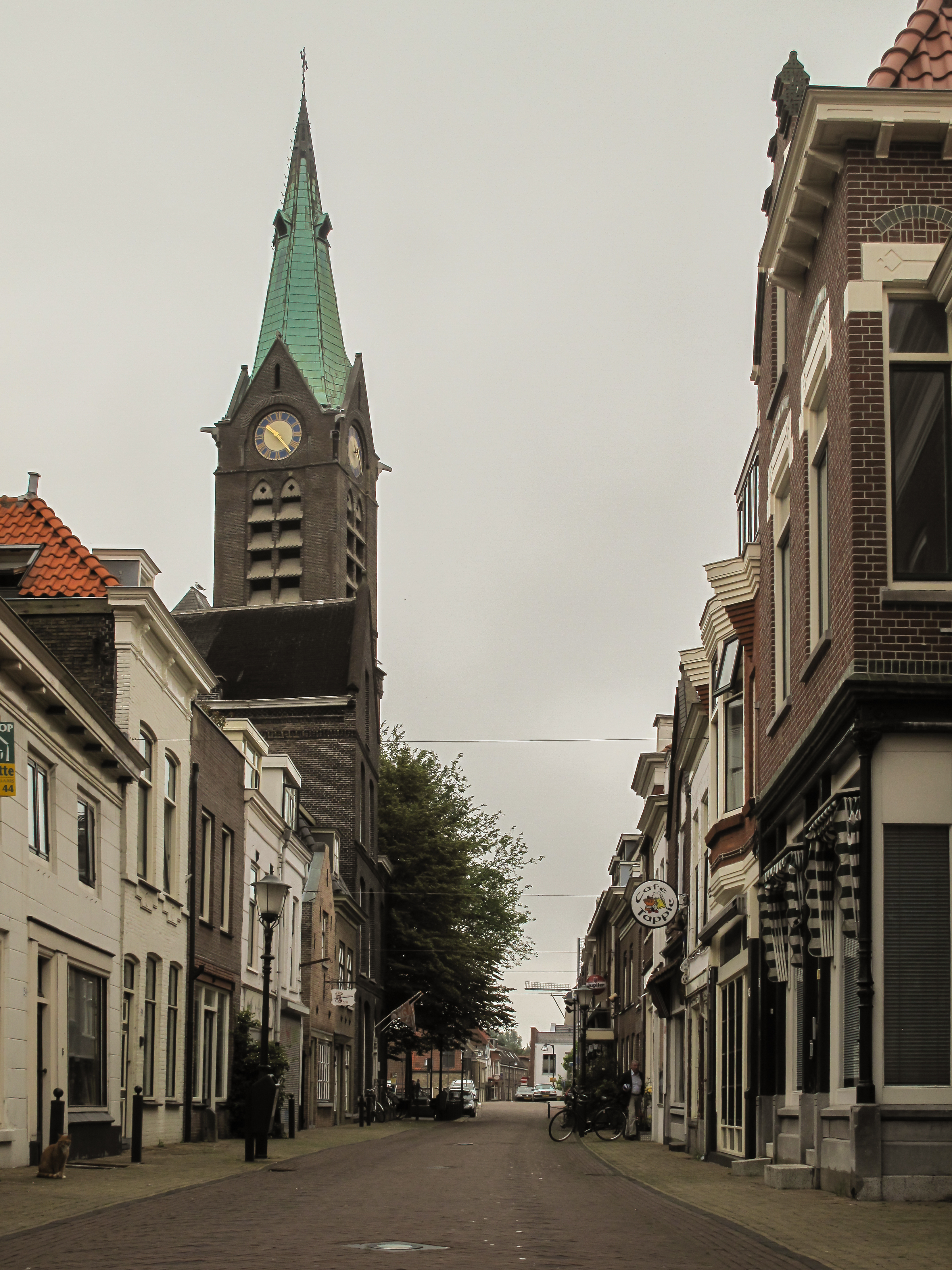
Vlaardingen, Turm der Heilige Lucaskerk am Kortedijk
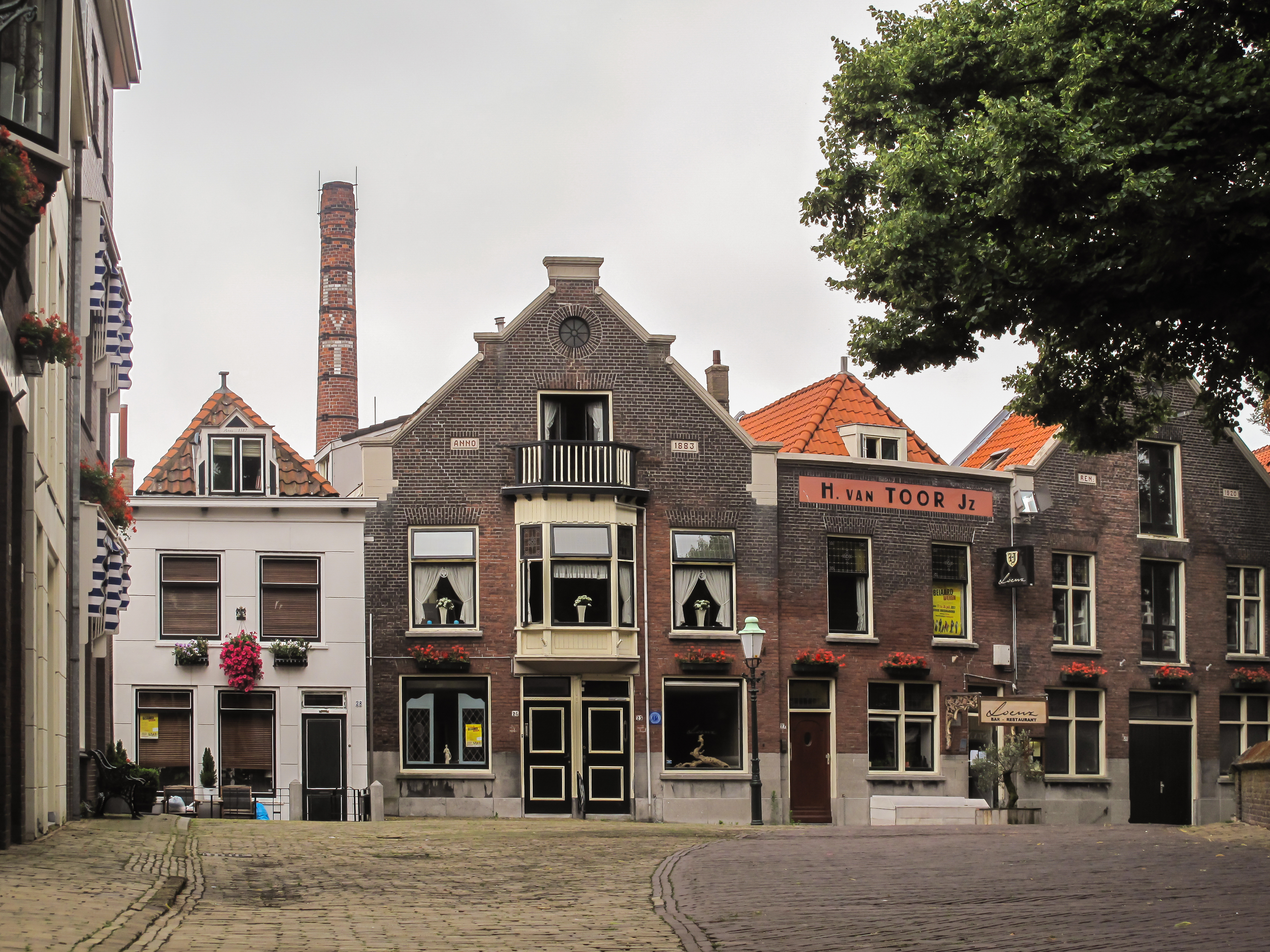
Vlaardingen, Betriebsgebäude H van Toorn